# Ophioglossum lusoafricanum
Ophioglossum lusoafricanum är en låsbräkenväxtart som beskrevs av Friedrich Welwitsch och Karl Anton Eugen Prantl. Ophioglossum lusoafricanum ingår i släktet ormtungor, och familjen låsbräkenväxter. Inga underarter finns listade i Catalogue of Life.